# Difluorometano
El fluoruro de metileno, R32 es un  producto químico orgánico gaseoso del grupo de los Hidrocarburos fluorados  (HFC).

## Propiedades
El fluoruro de metileno es un gas inflamable usado en aparatos de aire acondicionado. Puede ser explosivo al mezclarse con el aire. La explosión se puede producir cuando la proporción esté entre el 13,5% de Volumen como límite inferior de Explosividad (LEL) y el 27,5%  como límite superior de Explosividad (UEL). Es más pesado que el Aire y con 3,65 g/l, poco soluble en agua. El R32 no se enciende cuando la concentración en la habitación permanece por debajo del límite inferior de ignición (0,306 kg / m³). Las normas y estándares de seguridad internacionales y europeos, como EN 60335-2-40 y EN 378, estipulan que la concentración en caso de que se libere accidentalmente debe mantenerse muy por debajo del límite inferior de ignición. Supongamos se tiene una sala de estar con 35m² y una unidad interior de refrigeración partida (split). Incluso si todo el refrigerante del conjunto interior y exterior tuviera una carga de 1 kg de R32 y se escapara completamente dentro de la habitación, la concentración resultante de 0.011 kg / m³ sería 27 veces menor que el límite de ignición.  El R32 también es ignífugo. Las chispas de los relés y conmutadores en los electrodomésticos y la electricidad estática habitual no tienen energía suficiente para prender fuego al R32.
El fluoruro de metileno (R32) se clasifica como Clase 2L según la ANSI/ASHRAE Standard 34-2010. La Clase 2L comprende refrigerantes con una velocidad de propagación de la llama igual o menor de 10 m/s.
La clasificación completa es: Clase 1 - sin propagación de la llama; Clase 2L – difícilmente inflamable; Clase 2 - inflamable; Clase 3: fácilmente inflamable.            
El propano (R-290) o el isobutano (R-600a)pertenecen a la clase 3. En los frigoríficos domésticos el refrigerante estándar utilizado es la llamada "mezcla de Dortmund" que se compone principalmente de ambos. Es decir una mezcla más peligrosa es de uso habitual
En España la instalación de acondicionadores de aire conteniendo gases fluorados está regulada por el RD115/2017

## Uso
El CH2F2 se usa como Refrigerante bajo el Nombre de R32.
En 2018 diferentes fabricantes (Daikin, Panasonic, Mitsubishi, etc) lo usan para ir reemplazando al R410 A. Existen aparatos comerciales partidos (split) desde 2013 en el mercado europeo.
Frente a R410 A el R32 tiene aproximadamente un valor inferior en 2/3 de PCA (potencial de calentamiento global; GWP), cerca de un 20 % más de capacidad de refrigeración volumétrica, así como un valor teórico de  COP un 4,4 % más alto que el.
La mayor potencia frigorífica volumétrica  frente al R410 A permite reducir las secciones de las tuberías de refrigeración en uso con el R410 A. Si se sustituye uno por el otro, se obtienen valores de COP ligeramente superiores, debido a la reducción de las pérdidas en las tuberías y lo que disminuye también el consumo eléctrico del compresor.
El R32 forma parte de las Mezclas de Hidrocarburos refrigerantes zeotrópicos R407A, R407B, R407C, R407D, R407E y R407F.

## Medio ambiente
El fluoruro de metileno es un gas de efecto Invernadero. Dispone de alrededor de 675 veces más potencial de calentamiento global (GWP) que el CO2.
A Diferencia de los Clorofluorocarburos , sin embargo, no interviene en el  agotamiento del ozono. Por lo tanto, tiene un ODP (Ozone Depletion Potential) de cero.